# My Whole World Is Falling Down
Singles de Brenda Lee
Losing You
(1963) The Grass Is Greener
(1963)
My Whole World Is Falling Down est une chanson écrite par Bill Anderson et Jerry Crutchfield et enregistrée par Brenda Lee qui l'a sortie en single en 1963.
La chanson a atteint la 8e place au classement Middle-Road Singles du Billboard (« Billboard Adult Contemporary » comme il s'appelle maintenant) et la 24e place au Billboard Hot 100.
La chanson est également parue sur l'album de Brenda Lee de 1964 By Request.

## Version de Sylvie Vartan (Si je chante)
Singles de Sylvie Vartan
I'm watching
(1963) La plus belle pour aller danser
(1963)
La même année, la chanson a été adaptée en français sous le titre Si je chante. Elle a été enregistrée par Sylvie Vartan, qui l'a  sortie en EP.
La chanson Si je chante de Sylvie Vartan a été classé n°1 des ventes en Espagne, mais aussi n°2 en France et en Uruguay, n°3 en Suisse, n°4 en Argentine et n°6 en Wallonie.

## Classements

### Si je chantepar Sylvie Vartan
| Classement (1963–1964)                  | Meilleure position |
| --------------------------------------- | ------------------ |
| Argentine                               | 4                  |
| Belgique (Wallonie Ultratop 50 Singles) | 6                  |
| Espagne                                 | 1                  |
| France                                  | 2                  |
| Suisse                                  | 3                  |
| Uruguay                                 | 2                  |